# Hettitische militaire eed

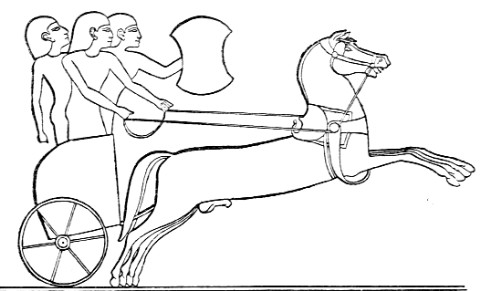
Hettitische strijdwagen

De Hettitische militaire eed is een Hettitische tekst op twee spijkerschrifttabletten. Het eerste tablet is slechts fragmentair bewaard gebleven (KBo XXI 10, KUB XL 13, en enkele kleinere fragmenten), het tweede tablet is bewaard gebleven in drie verschillende exemplaren, en kan bijna geheel hersteld worden. Het oudste exemplaar (KUB XL 13) is fragmentair, maar de twee jongere exemplaren (KUB XL 16, KBo VI 34) zijn wel bewaard gebleven. De tekst is in het Oud-Hettitisch, met enkele schrijffouten van de later kopiisten, en schrijft een eed voor die moet worden afgenomen door militaire bevelhebbers. Het beschrijft een serie van symbolische acties bedoeld om de rampen in herinnering te brengen die de eedzweerders zouden toevallen indien ze hun woord zouden breken. Zo wordt bijvoorbeeld in een bepaald geval vrouwenkleding, een spindel en een pijl voor degene gebracht die hun trouw zweren. De pijl wordt gebroken, en men zegt hun dat indien ze hun eed zouden breken, hun wapens op eenzelfde manier gebroken zouden worden en dat ze vrouwen gemaakt zouden worden en vrouwentaken aan hen gegeven zouden worden. Vervolgens wordt een blinde en dove vrouw voor hen gebracht en men zegt hun dat indien ze hun woord zouden breken, ze blinde en dove vrouwen zoals diegene voor hen zouden worden. Dan wordt hen een figurine van een aan ascites lijdende persoon voorgehouden en men zegt hun dat indien ze hun woord zouden breken, hun buiken zouden opzwellen met water en de godheden van de eed hun nakomelingen (zaad) in hun buiken zouden opeten.
De godheden van de eed, herhaaldelijk aanroepen met de Akkado-Sumerische spelling NIŠ DINGIR (het Hettitische lengai- representerend), zijn geïdentificeerd met de godin van verdragen Ishara en de maangod.
Op deze vergelijkingen tonen diegenen die de eed afleggen, hun overeenstemming door "zo zij het" te zeggen. Eedafneming als conditionele zelfvervloeking in het geval van eedverbreking is typisch voor andere vroege Indo-Europese culturen.
Er is ook een andere, jongere tekst met eenzelfde inhoud, die wordt aangeduid als de "tweede militaire eed". Die is fragmentarischer en het voornaamste verschil is dat aan de eedafleggers welzijn wordt beloofd indien ze hun woord houden, terwijl ze tevens bedreigd worden met vernietiging indien ze het zouden breken. In tegenstelling tot de oudere eed toont de jongere eed dat het Hettische pantheon in toenemende mate was beïnvloed door Hurritische goden.

## Referentie
- N. Oettinger, Die militärischen Eide der Hethiter (Studien zu den Bogazkoy Texten, 22), Mainz, 1976.